# إريك دانيال هيريرا
إريك دانيال هيريرا (بالإسبانية: Erick Daniel Herrera)‏ هو لاعب إسكواش كولومبي، ولد في 23 مارس 1989.

## وصلات خارجية
- إريك دانيال هيريرا على موقع SquashInfo.com (الإنجليزية)